# Aerodramus rogersi
La salangana indochina (Aerodramus rogersi) es una especie de ave apodiforme de la familia Apodidae que vive en el Sudeste Asiático. Algunos taxónomos la consideran una subespecie de Aerodramus brevirostris.

## Distribución
Se encuentra en Birmania, Laos y Tailandia.